# Karl Fugger
Karl Fugger (* 8. Dezember 1897 in Linden bei Hannover als Carl Fugger; † 24. Dezember 1966 in Berlin) war ein deutscher Parteifunktionär (KPD), Gewerkschafter und Widerstandskämpfer gegen das NS-Regime. Er war Leiter der Bundesschule und der Direktor der Hochschule „Fritz Heckert“ des Freien Deutschen Gewerkschaftsbundes (FDGB).

## Leben
Fugger, Sohn eines Malers und einer Weberin, besuchte die Volksschule. Zwischen 1912 und 1916 absolvierte er eine Ausbildung zum Klempner. Anschließend war er bis zu seiner Einberufung zum Kriegsdienst 1916 sowie von 1919 bis 1921 im Beruf tätig. 1912 schloss er sich der Metallarbeiterjugend an. 1914 war er Distriktleiter der Arbeiterjugend in Linden. 1916 wurde er Mitglied des Deutschen Metallarbeiter-Verbandes. Von 1916 bis 1918 war er Mitglied der Internationalen Sozialisten Deutschlands (Bremer Linke). Zwischen und 1918 musste er Kriegsdienst leisten. Er kämpfte als Soldat (Pionier) an der Westfront. 1918 wurde er verwundet und kam in ein Lazarett in Diez an der Lahn.
Fugger war maßgeblich am Aufbau der Freien Sozialistischen Jugend in Hannover beteiligt und gehörte der Kommunistischen Partei Deutschlands (KPD) seit ihrer Gründung 1918/19 an. Er war Referent und Mitglied der KPD-Bezirksleitung Hannover. Später wurde er auch Mitglied der Roten Hilfe Deutschlands (RHD), der Internationalen Arbeiterhilfe und des Roten Frontkämpferbundes. 1921/22 fungierte er als Organisationssekretär der KPD Königsberg, 1922 als Organisationssekretär der KPD Düsseldorf. Ab März 1923 war er Politischer Sekretär der KPD des KPD-Bezirkes Mittelrhein. 1923/24 war er Kandidat im Zentralausschuss der KPD. Ab Mitte 1924 war er kurzzeitig Redakteur an der Magdeburger Parteizeitung Tribüne. Er wurde dort Ende 1925 wegen Zugehörigkeit zur „Mittelgruppe“ der KPD entlassen und kehrte nach Düsseldorf zurück, wo er als Klempner arbeitete. Von 1926 bis 1928 war Fugger Mitglied der KPD-Bezirksleitung Württemberg. 1926/27 wirkte er als Instrukteur des ZK der KPD in Bremen, Halle (Saale), Mannheim und Stuttgart. Von 1927 bis Ende 1928 war er Politischer Sekretär des KPD-Bezirkes Stuttgart. Ab 1929 war er Redakteur im Pressedienst des ZK der KPD in Berlin, ab 1931 Sekretär der Roten Hilfe Württemberg.
Nach der „Machtergreifung“ der Nationalsozialisten 1933 betätigte er sich bis Sommer 1933 in Stuttgart weiterhin illegal für die KPD und die RHD. Anschließend war er Organisationssekretär der RHD (Decknamen: „Helmer“, „Herbert Waldner“, „Herbert Waldemar“) in Berlin. Am 3. April 1934 wurde Fugger in Berlin verhaftet und später durch den 4. Strafsenat des Kammergerichts wegen „Vorbereitung zum Hochverrat“ zu drei Jahren Zuchthaus verurteilt. Zwischen 1934 und 1937 war er im Zuchthaus Luckau inhaftiert. Nach Verbüßung der Haftstrafe wurde Fugger jedoch nicht entlassen, sondern in Konzentrationslager überstellt. Von 1937 bis 1940 war er im KZ Sachsenhausen, dann von Frühjahr 1940 bis 1945 im KZ Flossenbürg inhaftiert. Im KZ Flossenbürg war er Mitglied der illegalen bewaffneten Widerstandsgruppe. Am 23. April 1945 wurde er durch US-amerikanische Truppen in der Gegend von Regensburg befreit.

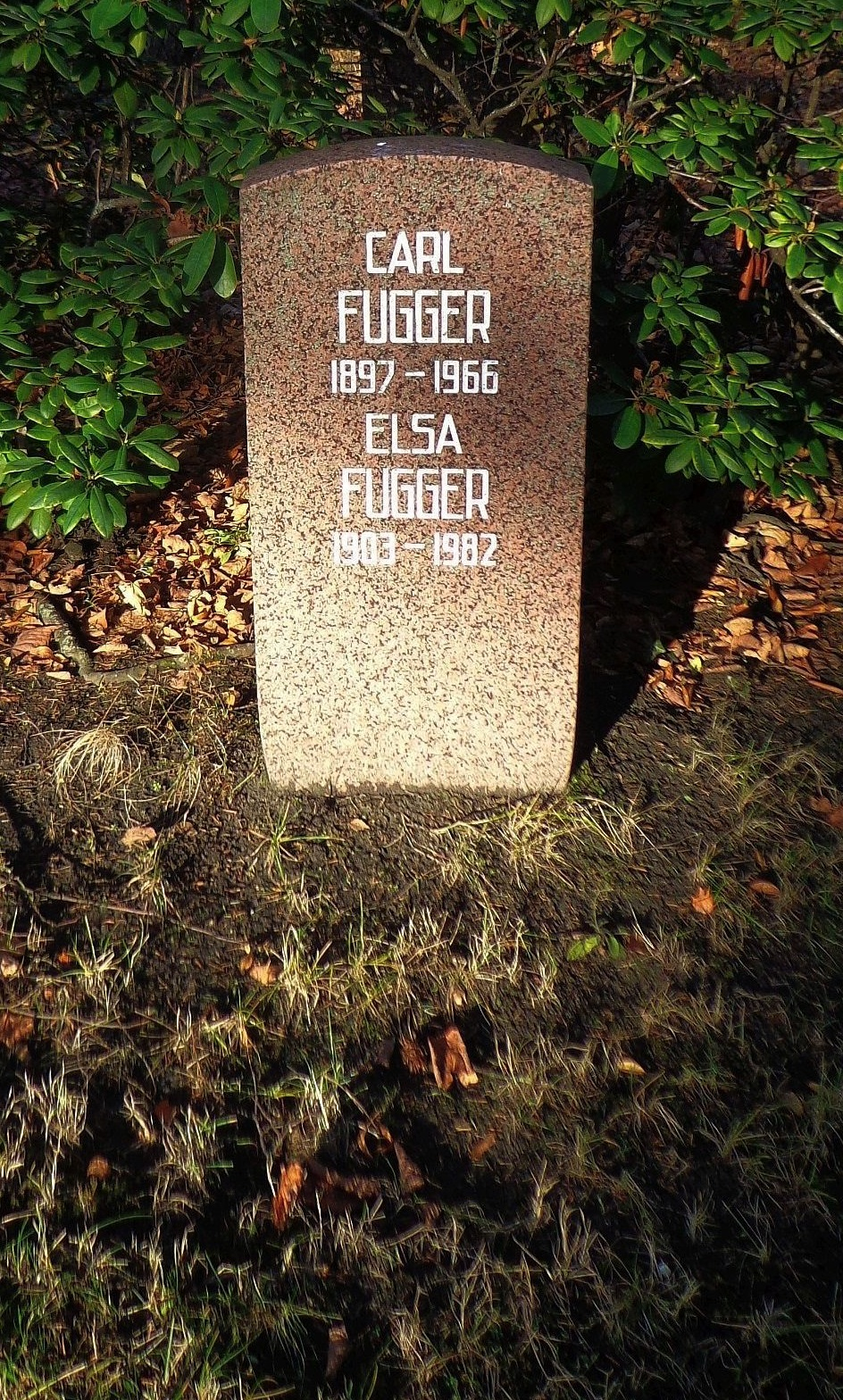
Grabstätte in der Gräberanlage Pergolenweg der Gedenkstätte der Sozialisten in Berlin

Im Juli 1945 kehrte Fugger nach Berlin zurück und wurde wieder Mitglied der KPD. Er war Mitarbeiter im vorbereitenden Gewerkschaftsausschusses von Groß-Berlin und wurde im August 1945 Leiter der Schulungsarbeit im FDGB-Landesvorstand Groß-Berlin. 1946 wurde er Mitglied der Sozialistischen Einheitspartei Deutschlands (SED). Von 1946 bis 1948 war er Mitglied des Vorstandes und des geschäftsführenden Ausschusses des FDGB von Groß-Berlin. Von 1946 bis 1963 war er auch Mitglied des FDGB-Bundesvorstandes. Von 1948 bis 1951 leitete er die Schulungsabteilung im Bundesvorstand des FDGB. Er verfasste zahlreiche gewerkschaftliche Schulungsmaterialien oder gab diese heraus. Von 1946 bis 1949 war er Leiter der Bundesschule des FDGB. Im Mai 1949 wurde er in das kleine Sekretariat des FDGB-Bundesvorstandes berufen. Nach einem Studium an der Parteihochschule „Karl Marx“ beim ZK der SED (1950/51) war er von 1951 bis 1957 stellvertretender Direktor für Gesellschaftswissenschaften bzw. von August 1951 bis 1955 amtierender Direktor der Hochschule „Fritz Heckert“ des FDGB in Bernau bei Berlin. Von 1953 bis 1955 gehörte Fugger als Mitglied dem Zentralvorstand der Gewerkschaft Wissenschaft an. 1957 musste er seine hauptamtliche Tätigkeit wegen Krankheit aufgeben.
Fuggers Urne wurde in der Gräberanlage Pergolenweg der  Gedenkstätte der Sozialisten auf dem Berliner Zentralfriedhof Friedrichsfelde beigesetzt.

## Schriften (Auswahl)
- Aktuelle Fragen der Gewerkschaftsbewegung. Berlin 1946.
- 50 Jahre deutscher Imperialismus und die deutschen Gewerkschaften. Die Freie Gewerkschaft, Berlin 1947.
- Die deutschen Gewerkschaftler und die November-Revolution. Die Freie Gewerkschaft, Berlin 1948.
- 1848–1948. 100 Jahre Kampf um Einheit, Demokratie und Frieden. Die Freie Gewerkschaft, Berlin 1948.
- Geschichte der deutschen Gewerkschaftsbewegung. Eine kurzgefaßte Darstellung. Die Freie Gewerkschaft, Berlin 1949.
- Was lehrt Stalin die deutschen Aktivisten. Die Freie Gewerkschaft, Berlin 1949.

## Auszeichnungen
- Vaterländischer Verdienstorden (1954) und in Gold (1962)
- Orden „Banner der Arbeit“ (1957)
- Fritz-Heckert-Medaille (1957)
- Medaille für Kämpfer gegen den Faschismus 1933 bis 1945 (1958)